# Club Real Mamoré
El Club Deportivo Real Mamoré, más conocido simplemente como Real Mamoré, fue un club de fútbol de la ciudad de Trinidad ubicado en el departamento del Beni, Bolivia. Fue fundado en el 1 de enero de 2006 luego de la fusión de Municipal Trinidad y Real Mamoré.
El equipo ganó el torneo de Copa Simón Bolívar en 2006 y fue promovido a la Primera División, logrando una plaza liguera para Trinidad luego de 6 años. 
A principios de 2007 cambió su nombre a Real Mamoré. En el año 2010 jugó por el descenso indirecto luego de salvarse en la última fecha en detrimento del Wilstermann.

## Historia
Fue fundado en el 1 de enero de 2006 luego de la fusión de Municipal Trinidad y Real Mamoré.
Fue campeón del Copa Simón Bolívar el 2006 y ascendió a la liga al año siguiente.
Municipal Real Mamoré venció a Guabirá 3-1 y aprovechó el tropiezo del tarijeño Ciclón, que no pudo con Esparta.
En club que apenas tiene siete meses de vida es el nuevo liguero: Municipal Real Mamoré, que, en su incursión futbolera, lo ganó hasta ahora todo: primero fue campeón beniano y ayer se proclamó monarca de la Copa Simón Bolívar, logrando el ascenso a la Liga, lo que hace poco era un sueño lejano para sus seguidores.
El 14 de marzo de 2007 jugó su primer partido en la liga profesional frente al Bolívar con el que empató 0:0. El 4 de abril obtuvo su primer triunfo, frente a Wilstermann, al que derrotó por 3:1.

### Descenso
El 3 de mayo del 2012 Real Mamoré desciende tras perder con el aún líder San José por 1:0 en la fecha 19.

## Uniforme
- Uniforme titular: Camiseta Blanca Con Una Franja Azul, pantalón blanco y medias blanco.
- Uniforme alternativo: Camiseta azul y se aclárese hasta blanco , pantalón Azul y medias azules.

| Titular | Visitante |

### Indumentaria y patrocinador
| Período     | Logotipo | Proveedor    |
| ----------- | -------- | ------------ |
| 2007 - 2008 |          | UnoSport     |
| 2010 - 2011 |          | Golden Sport |

## Estadio

### Estadio Gran Mamoré
El club disputa sus partidos en el Estadio Gran Mamoré, el cual es propiedad del Gobierno Autónomo Departamental del Beni y tiene capacidad para 15 000 espectadores.

## Datos del club
- Fundación: 1 de enero de 2006.
- Puesto histórico:  24º
- Temporadas en Primera División: 12. (2007-2012).
- Mejor puesto en Primera División: 6º
- Temporada en Copa Simón Bolívar: 1. (2006).
- Temporadas en tercera división: 1 (2005-2006).
- Mayor goleada a favor
  - En torneos nacionales:
    - 6 - 1 contra The Strongest (5 de diciembre de 2007).
    - 6 - 2 contra The Strongest (24 de abril de 2011).
    - 5 - 1 contra Universitario de Sucre (16 de mayo de 2007).
    - 5 - 4 contra Nacional Potosí (28 de junio de 2009).
- Mayor goleada en contra
  - En torneos nacionales:
    - 1 - 9 contra The Strongest (11 de septiembre de 2011).
    - 0 - 9 contra Nacional Potosí (25 de noviembre de 2011).
    - 0 - 7 contra The Strongest (24 de noviembre de 2007).
- Primer partido en torneos nacionales: 0 - 0 contra Bolívar (14 de marzo de 2007).
- Jugador con más partidos disputados: Adhemar Arias (131 partidos oficiales).
- Jugador con más goles: Juan Maraude (62 goles en competiciones oficiales).

## Jugadores

### Máximos goleadores
Estos son los jugadores que más goles anotaron con la camiseta de Real Mamoré por competiciones oficiales nacionales.
| #  | Jugador            | Goles |
| -- | ------------------ | ----- |
| 1º | Juan Maraude       | 62    |
| 2º | Iván Zerda         | 20    |
| 3º | Julio César Cortez | 19    |
| 4º | Jehanamed Castedo  | 11    |

### Goleadores de Primera División
En el siguiente cuadro se muestran los máximos goleadores por torneo de la Primera División de Bolivia que lo lograron con la camiseta de Real Mamoré.
| # | Nombre       | Campeonato      | Goles |
| - | ------------ | --------------- | ----- |
| 1 | Juan Maraude | Clausura 2007   | 17    |
| 2 | Juan Maraude | Adecuación 2011 | 13    |

## Entrenadores

### Cronología
- Claudio Martínez (2006-2007)
- Claudio Chacior (2007)
- Luis Esteban Galarza (2008-2009)
- Gustavo Romanello (2009)
- Víctor Hugo Antelo (2009)
- Antonio Gottardi (2009)
- Marcos Ferrufino (2009)
- Jesús Reynaldo (2010)
- Buenaventura Ferreira (2010)
- Domingo Alberto Sánchez (2011)
- Sergio Óscar Luna (2011)
- David de la Torre (2011)
- Luis Esteban Galarza (2011)
- Sergio Apaza (2011)
- David de la Torre (2012)

## Palmarés

### Torneos nacionales
| Competición regional   | Títulos | Subcampeonatos |
| ---------------------- | ------- | -------------- |
| Copa Simón Bolívar (1) | 2006.   |                |

### Torneos regionales (1)
| Competición regional   | Títulos | Subcampeonatos |
| ---------------------- | ------- | -------------- |
| Campeonato Beniano (1) | 2006.   | 2005. (1)      |